# تاش‌بلاغ
تاش‌بلاغ (به ازبکی: Tashbulak) یک منطقهٔ مسکونی در ازبکستان است که در شهرستان نمنگان واقع شده‌است. تاش‌بلاغ ۷٬۷۵۴ نفر جمعیت دارد.